# Cour de l'Industrie
La cour de l'Industrie est une voie du 11e arrondissement de Paris, en France.

## Situation et accès

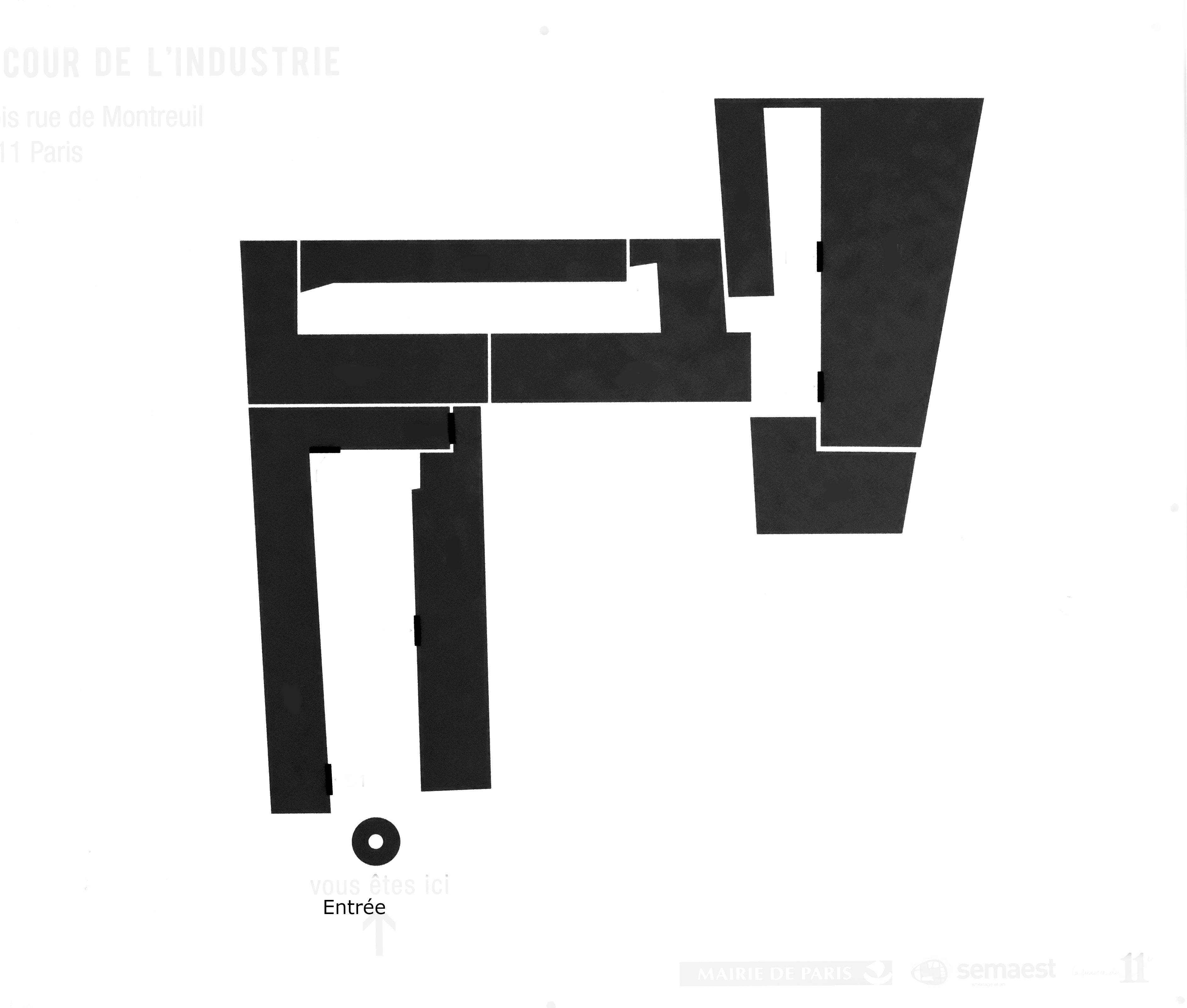
Plan de la cour de l'Industrie (entrée en bas).

La cour de l'Industrie est une voie située dans le 11e arrondissement de Paris. Elle débute au 37 bis, rue de Montreuil et se termine en impasse. Il s'agit d'un ensemble d'ateliers et de logements du XIXe siècle, dans une cour pavée, unique exemple à Paris. En mauvais état et menacée de démolition en 1991, l'ensemble de la cour et des bâtiments fut classé l'année suivante.

## Origine du nom
Elle porte ce nom car lors de son ouverture elle était située dans un quartier industriel.

## Historique
Par le décret du 22 janvier 1852, le prince-président Louis Napoléon a affecté la somme de dix millions de francs, prélevée sur le patrimoine de la famille d'Orléans, à l'amélioration de l'habitat populaire. Cette somme doit permettre la construction de logements bon marché. L'un de ces programmes est réalisé 37 bis, rue de Montreuil, à trois cents mètres du lieu où sera construite la rue des Immeubles-Industriels. En association avec le banquier Louis Raphaël Bischoffsheim et le maître de forges anglais Robert William Kennard (en), le baron Georges de Heeckeren rachète en 1853 à un dénommé Doulcet d'Egligny les ruines de la Manufacture royale de papiers peints Réveillon, construite en 1765 dans le parc du pavillon de plaisance que s'y était fait précédemment construire Maximilien Titon, directeur général des manufactures et magasins royaux d'armes. En avril 1789, les trois cents ouvriers de la fabrique s'étaient révoltés contre de nouvelles taxes et l'avaient saccagée avant d'y mettre le feu, déclenchant ensuite la révolte de tout le faubourg Saint-Antoine. On considère généralement cet événement comme le point de départ de la révolution de 1789.
Les immeubles érigés en 1855 par Heeckeren le long des trois cours successives sont constitués, en rez-de-chaussée, d'ateliers dévolus à l'artisanat du meuble et, aux étages, de logements ouvriers. La Cité de l'industrie répond parfaitement aux besoins des artisans mais, semble-t-il, ceux-ci ne sont pas autorisés à y résider avec leur famille.

## Description
Le « 37 bis », comme l'appellent ses habitants, est le complexe le plus authentique du faubourg Saint-Antoine. Très vastes, ces cours semblent défraîchies, presque à l'abandon. Elles ont d'ailleurs failli être démolies avant d'être classées monuments historiques. Désormais, elles font l'objet d'une attention particulière de la part des riverains, réunis en association, mêlant population d'artistes et communautés d'artisans. 

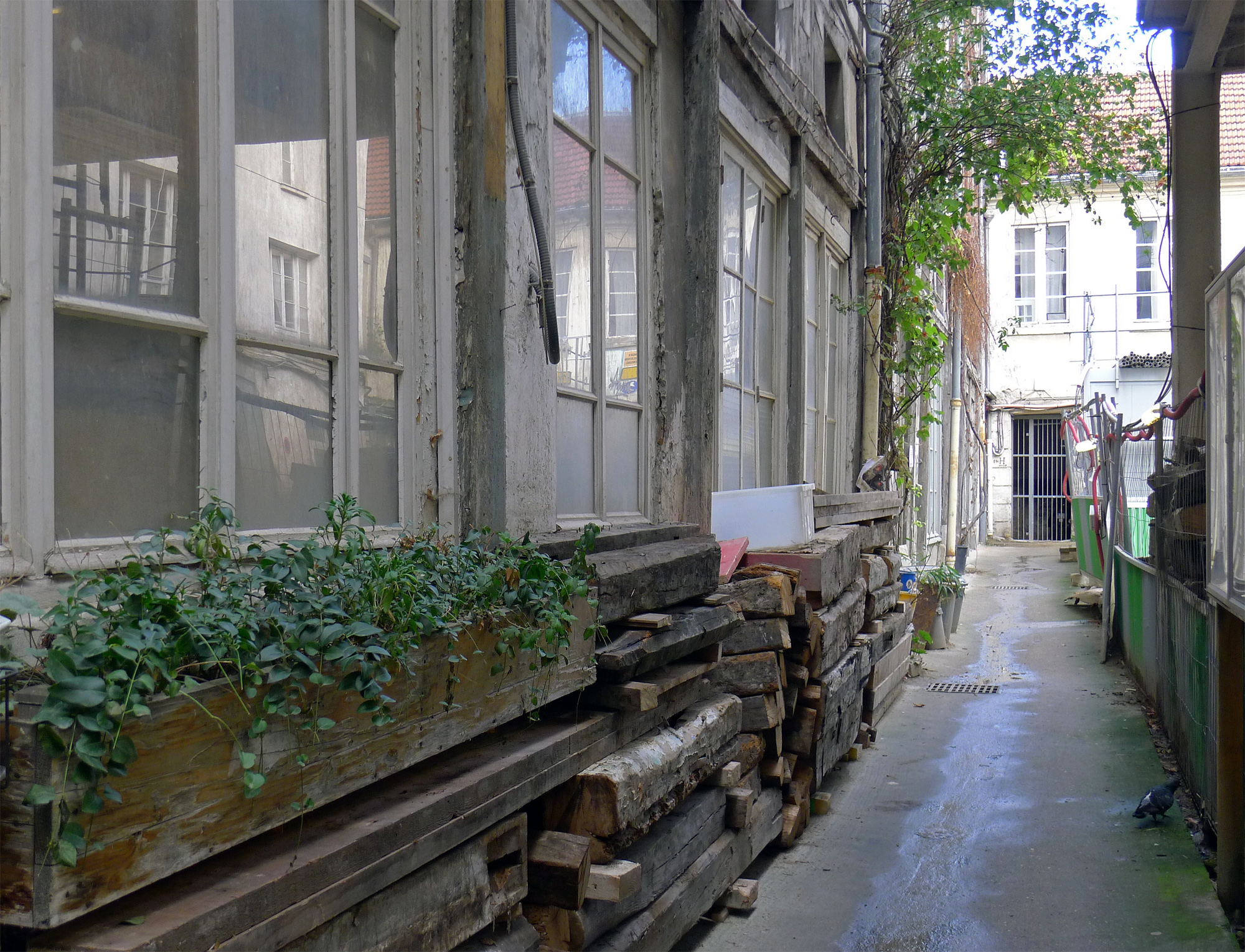
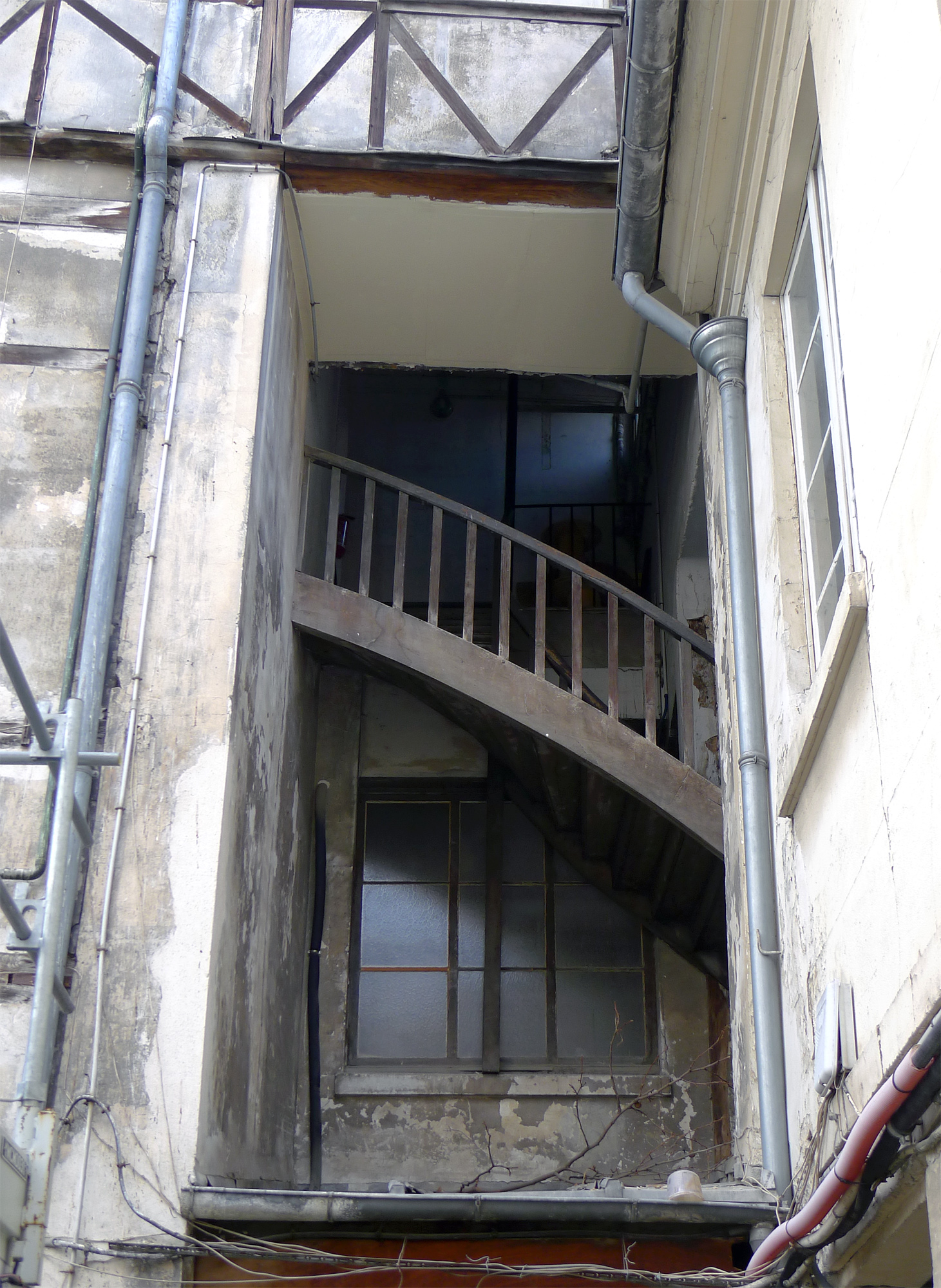
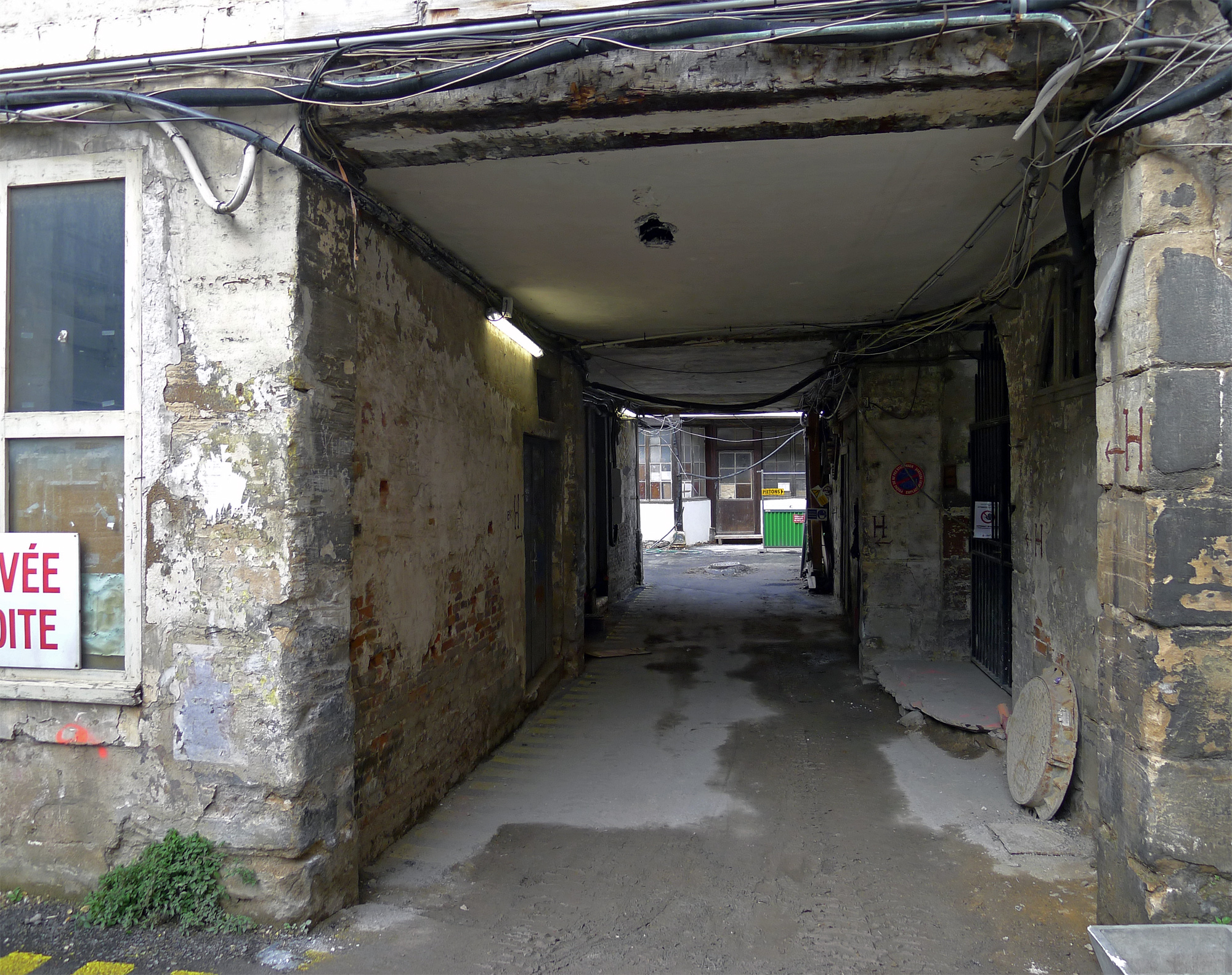
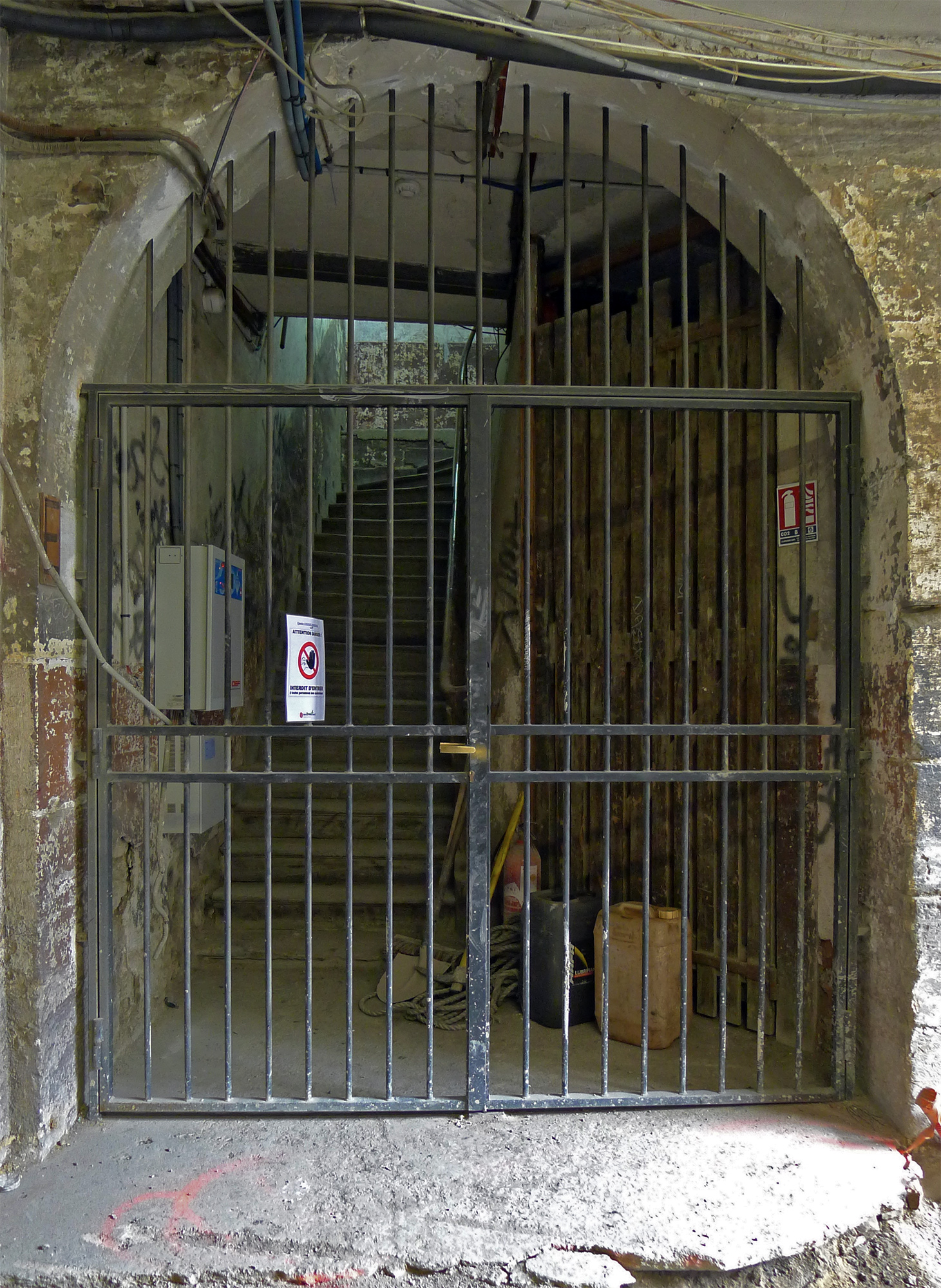
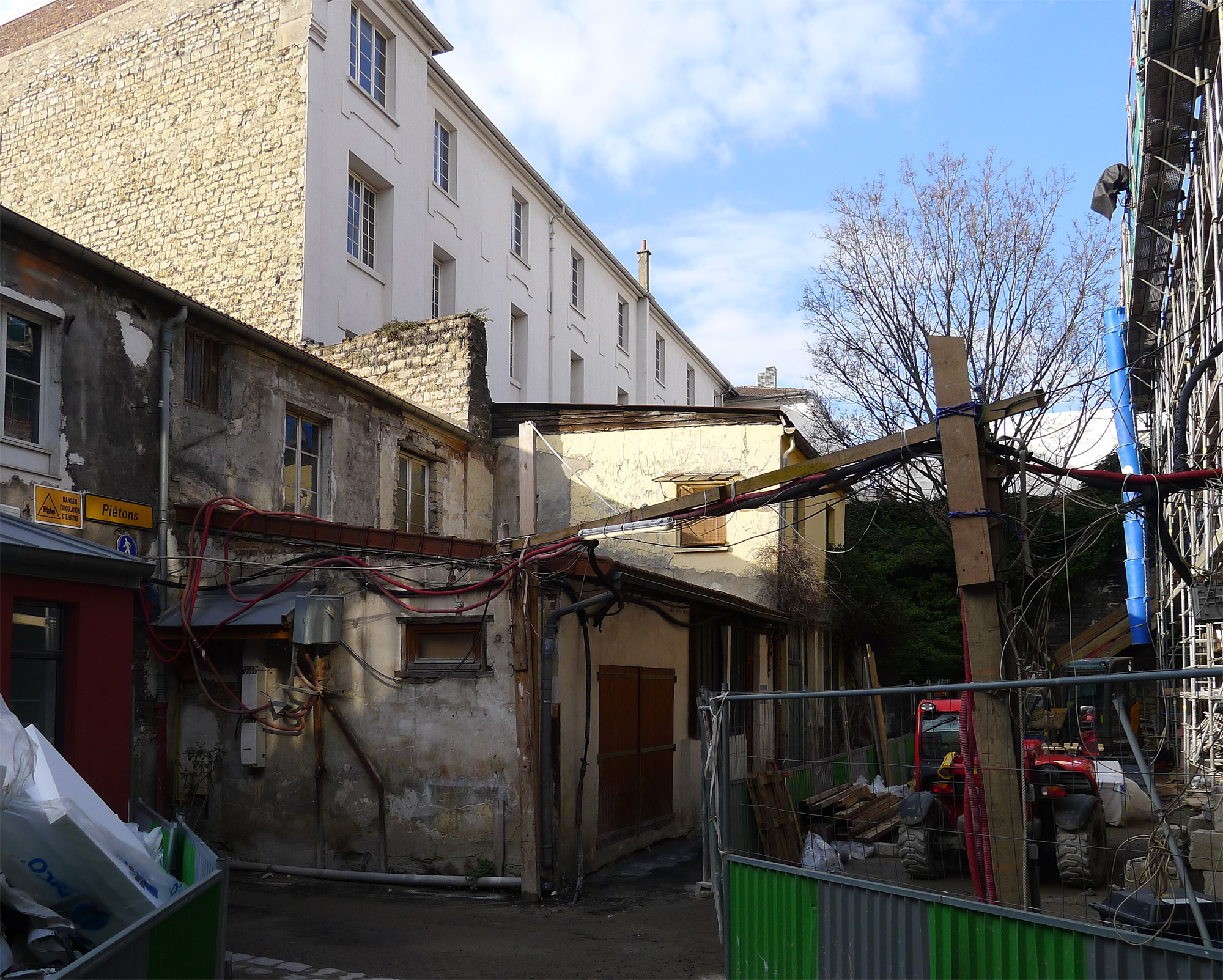

C'est dans la première cour que se trouvent les bâtiments les plus anciens, avec leurs façades à pans de bois à enduit hourdis et l'escalier en bois datant du XIXe siècle. 
La deuxième cour paraît la plus précaire, semblant hors du temps avec ses petits bâtiments défraîchis à deux niveaux datant de 1853. Dans cette configuration, le rez-de-chaussée servait d'atelier et d'écurie, et l'étage de logis. 
La troisième cour, enfin, abrite une bâtisse à pans de bois hourdés de briques (ancienne usine de force motrice, datant de 1902) ainsi qu'une série de constructions basses.[réf. nécessaire]

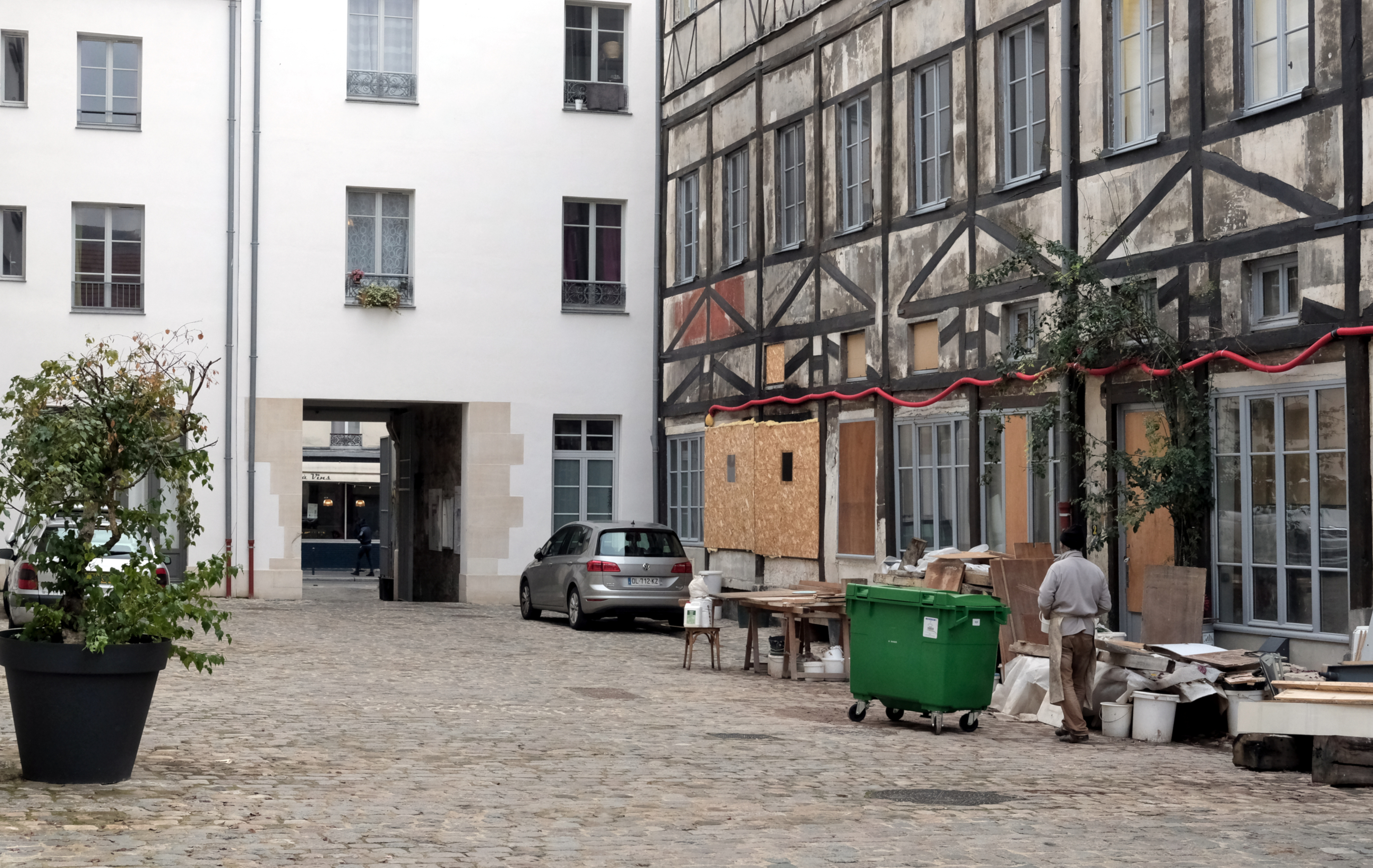
Première cour.
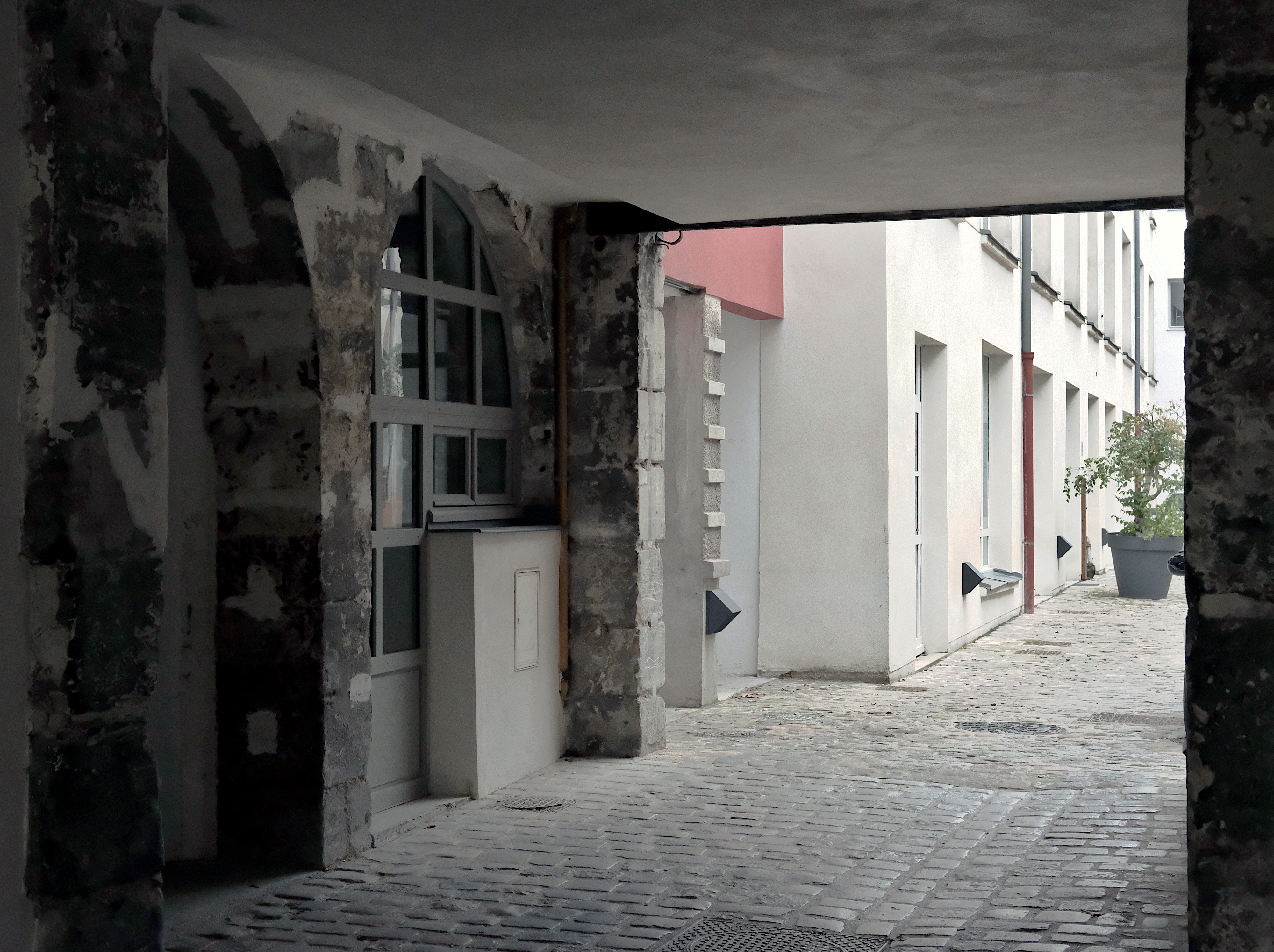
Passage entre les cours n°1 et n°2.
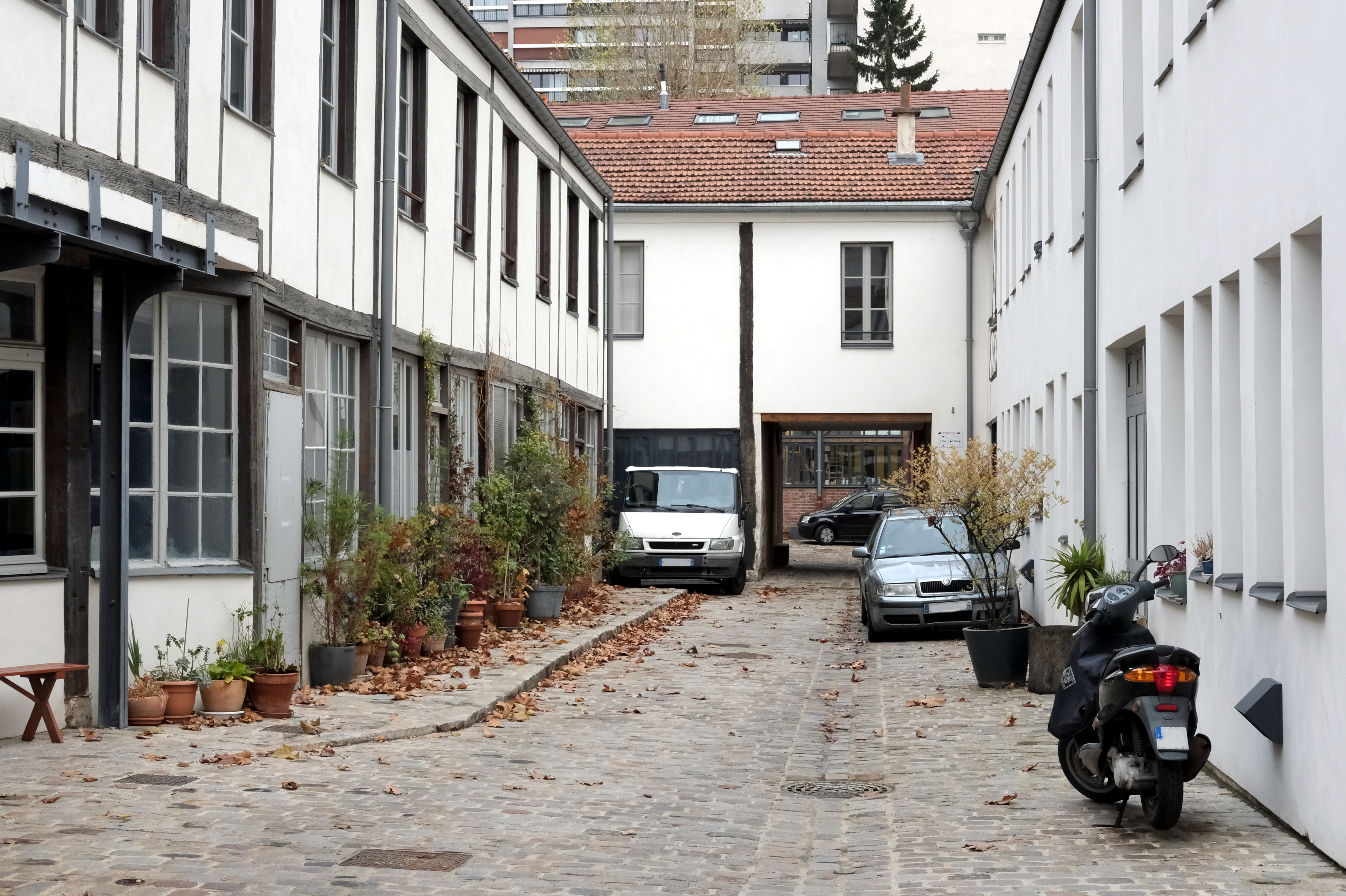
Deuxième cour.
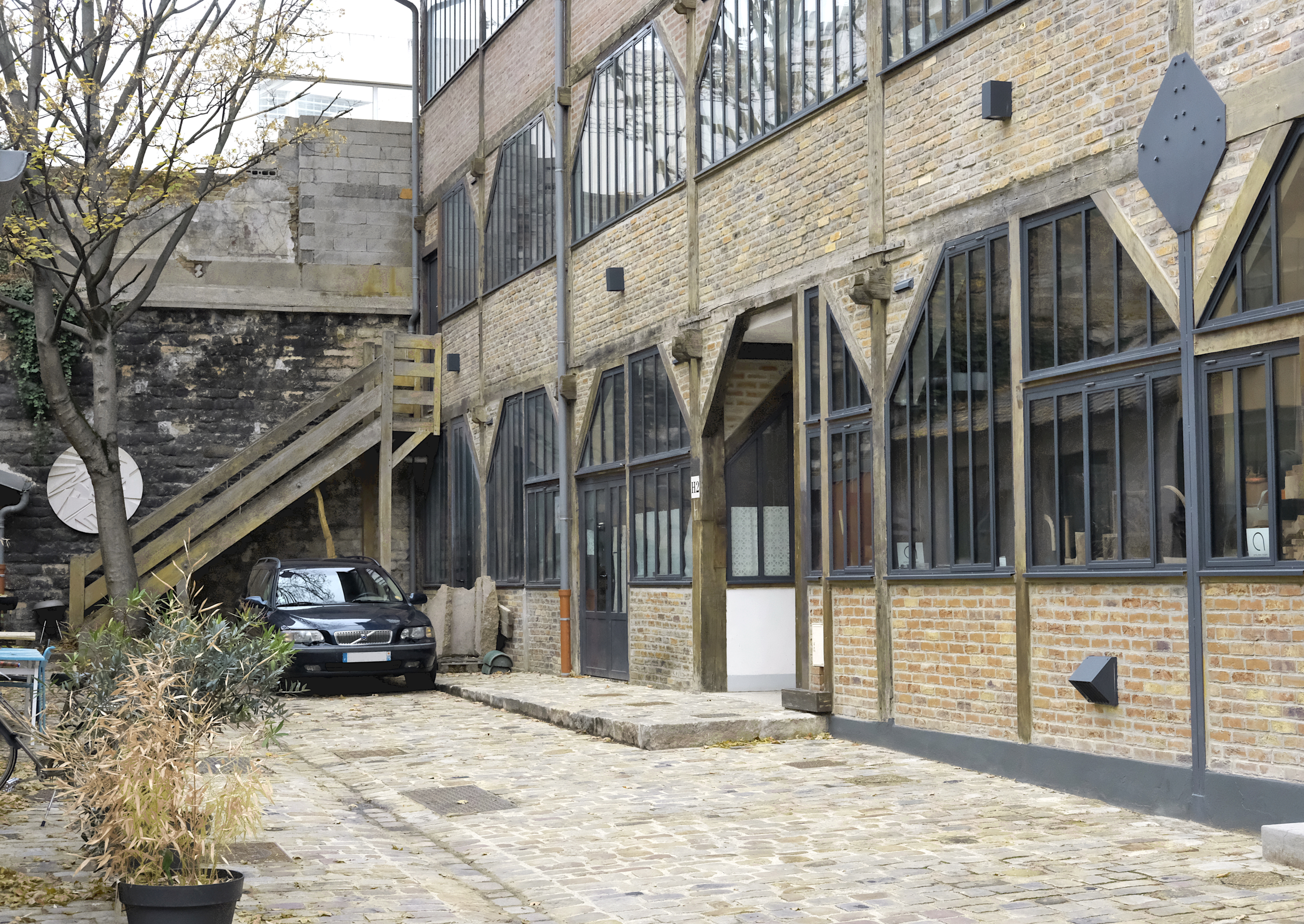
Troisième cour.